# Finance Norway
Finance Norway (en noruego: Finans Norge) es la organización industrial del sector financiero de Noruega. Finance Norway representa a más de 200 empresas financieras con alrededor de 50.000 empleados.
Se creó el 1 de enero de 2010 como una organización de cooperación entre la Asociación Noruega de Servicios Financieros (en noruego: Finansnæringens Hovedorganisasjon  ) y la Asociación de Cajas de Ahorros de en noruego: Sparebankforeningen (en noruego: Sparebankforeningen). Estas organizaciones todavía existen, pero no sus respectivas "oficinas de servicio", cuyas tareas fueron asumidas por Finance Norway.
Idar Kreutzer es el director ejecutivo de Finans Norge. La sede se encuentra en Hansteens gate 2, Oslo .